# Wilhelm Beer

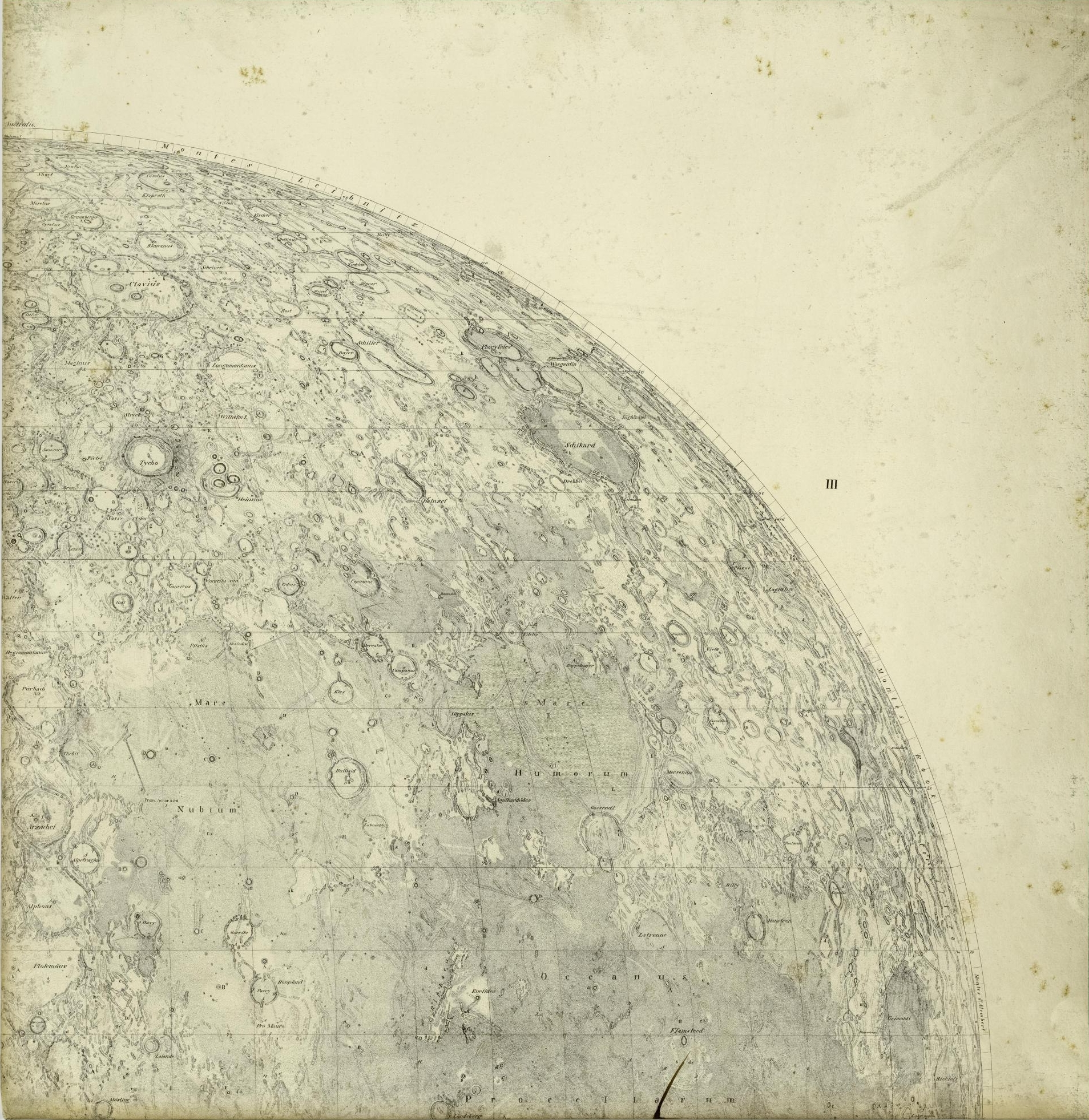
Detalle de Mappa Selenographica

Wilhelm Wolff Beer (Berlín, 4 de enero de 1797 – Berlín, 27 de marzo de 1850) fue un banquero y astrónomo amateur alemán conocido por hacer el primer mapa exacto de la superficie de la Luna. Su hermano fue el compositor Giacomo Meyerbeer.

## Astronomía
La fama de Beer derivó de su hobby, la astronomía. Construyó un observatorio privado con un telescopio refractor de 9,5 cm de diámetro en Tiergarte, Berlín. Junto con Johann Heinrich von Mädler produjeron el primer mapa exacto de la superficie de la Luna (titulado Mappa Selenographica) en 1834-1836, y en 1837 publicó una descripción de la Luna (Der Mond nach seinen kosmischen und individuellen Verhältnissen). Ambas obras fueron las mejores descripciones de la Luna por muchas décadas.
En 1830, Beer y Mädler crearon el primer globo del planeta Marte. En 1840 hicieron un mapa de Marte y calcularon su periodo de rotación en 24 h 37 min 22,7 s, solo 0,1 segundos de diferencia respecto al valor considerado correcto en la actualidad.

## Otros trabajos
Beer fue polifacético. Además de su afición por la astronomía ayudó a la construcción del sistema ferroviario en Prusia y promovió la comunidad judía en Berlín. En la última década de su vida trabajó como escritor y político. En 1849 fue elegido miembro de la primera cámara del parlamento prusiano.

## Distinciones

### Epónimos
- El cráter lunar Beer.
- El cráter Beer en Marte.
- El asteroide (1896) Beer